# Хотилы (Поставский район)

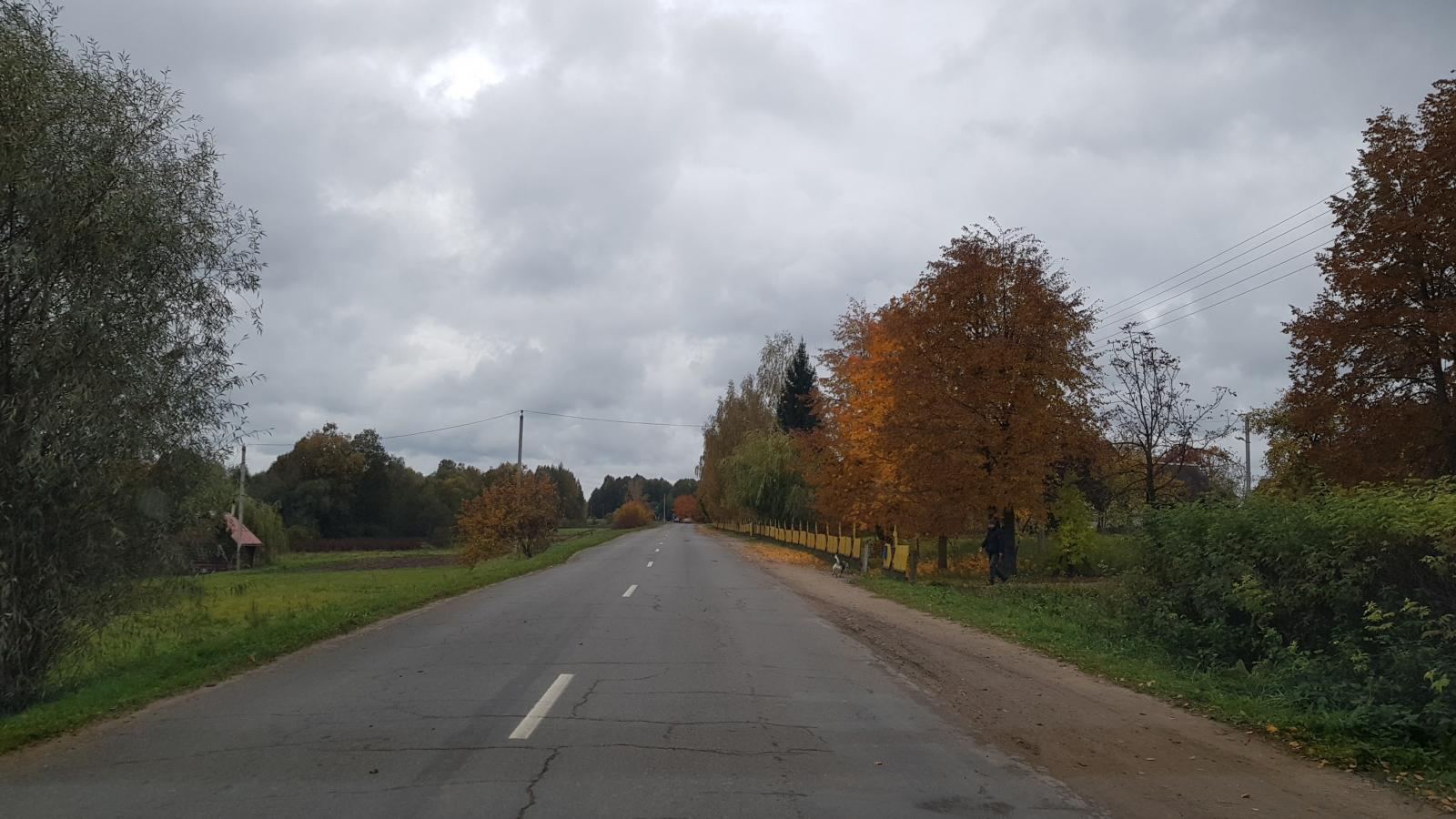
Улица Центральная

Хоти́лы (бел. Хацiлы) — агрогородок в Поставском районе Витебской области Белоруссии. Входит в состав Куропольского сельсовета.

## Этимология
Название происходит от славянского хата — жилая сельская постройка, срубленная из бревен. От основы хат- образовалась фамилия Хаткевич, которая распространена в Поставском районе.

## Административное устройство
Ранее входила в состав Яревского сельсовета. С 7 июля 2023 года входит в состав Куропольского сельсовета.

## География
Агрогородок расположен в северо-западной части Поставского района в 2 км от города Поставы и в 3 км от деревни Курты. Находится на реке Мяделка.
В районе агрогородка расположены живописные озера Ксендзовское, Ковальки и Думбля.
На территории агрогородка располагается сельскохозяйственное предприятие ОАО «Хотилы-агро».
Открыты и действуют ясли-сад, столовая, 2 магазина, отделение почтовой связи, комплексный приемный пункт и библиотека.

## Транспорт
Транспортное сообщение с районным центром осуществляется автобусным маршрутом «Поставы-Козьяны».

## Население
В 2009 году проживало 317 человек.
По данным 2021 года, в агрогородке проживает 382 человека.

## История
В 1649 году составе местечка Задзевье. Населенный пункт носил название Хотилки (Хотелки). Деревни, в то время, как таковой не было, были отдельные хутора, где жили люди и каждый хотел иметь свою землю, отсюда и название. На тот момент проживало 18 жителей, имели 8 волок земли.
В 1873 году деревня Свенцянского уезда Виленской губернии, 26 ревизских душ.
В начале 1900-х годов в Ясевской волости Свенцянского уезда Виленской губернии.
В 1905 году проживало 347 жителей, было 445 десятин земли.
С 1921 года — в составе Виленского воеводства Польши (II Речь Посполитая).
С сентября 1939 года деревня была присоединена к БССР силами Белорусского фронта РККА.
С 1940 года — в Поставском районе Вилейской области БССР.
В 1954 году — 42 двора, центр колхоза имени Мичурина (в настоящее время переименовано в ОАО "Хотилы-агро").
В 1961 году построена начальная школа.
В 1965 году — 61 двор, 181 житель.
В 2001 году — 108 дворов, 278 жителей, центр колхоза имени Мичурина (в настоящее время переименовано в ОАО "Хотилы-агро"), начальная школа, детский сад, фельдшерско-акушерский пункт, почта, клуб, библиотека, магазин.

## Достопримечательности
В центре Хотил в 1967 году установлен обелиск-памятник 10 землякам по увековечиванию их памяти в борьбе против немецко-фашистских захватчиков в 1941—1945 годы.
1. ↑  Решение Витебского областного Совета депутатов от 21 июня 2023 г. № 402 "Об изменениях в административно-территориальном устройстве Поставского района Витебской области". Дата обращения: 6 июля 2023. Архивировано 3 марта 2024 года.